# Nuri Busahmein
Nuri Busahmein (in arabo نوري بوسهمين‎?; Zuara, 25 ottobre 1956) è un politico libico, Presidente del Congresso nazionale generale (GNC) libico dal 25 giugno 2013 al 4 agosto 2014, e in questa veste ha svolto le funzioni di Capo dello Stato ad interim. In seguito alle elezioni del giugno 2014 è stato confermato presidente dell'autoproclamato Nuovo Congresso nazionale generale, uno dei due parlamenti nella seconda guerra civile libica, con sede a Tripoli e non internazionalmente riconosciuto.

## Biografia
Proviene dalla piccola cittadina costiera di Zuara abitata dalla minoranza di lingua berbera ed è stato il primo capo di stato berbero della Libia.